# Anna Bond
Anna Bond è  un film del 2012, diretto da Duniya Soori.

## Colonna sonora
Musiche di V. Harikishna.
1. Sonu Nigam, Shreya Ghoshal – Enendu Hesaridali
2. Tippu – Boni Aagada
3. Puneeth Rajkumar – Kaanadanthe (remix)
4. V. Harikrishna – Thumba Nodbedi
5. Ranjith, Naveen Madhav, Ramya – He Is Anna Bond